# Marcelle Bouele Bondo
Marcelle Cecilia Bouele Bondo (sinh ngày 7 tháng 1 năm 1993) là một vận động viên chạy nước rút của Congo, chuyên về 100 và 200 mét.
Tại Đại hội thể thao châu Phi 2015, cô đã lọt vào bán kết cả 100 và 200 mét, và tại Giải vô địch châu Phi 2016, cô cũng lọt vào bán kết cả hai nội dung 100 và 200 mét. Cô đã thi đấu tại Thế vận hội mùa hè 2016 ở Rio de Janeiro, tiến từ vòng sơ khảo đến nóng bỏng nơi cô bị loại. Tại Jeux de la Francophonie 2017, cô chỉ thi đấu nóng bỏng trong cả hai sự kiện.
Trong cuộc tiếp sức 4 × 100 mét, cô đã hoàn thành thứ tám tại Đại hội Thể thao châu Phi 2015  và thứ tư tại Jeux de la Francophonie 2017. Cả hai kết quả đều là kỷ lục của Congo: 46,29 giây từ năm 2017 vẫn đứng vững.
Thời gian tốt nhất cá nhân của cô là 11,77 giây, đạt được tại Giải vô địch châu Phi 2016 ở Durban; và 23,81 giây trong 200 mét, đạt được vào tháng 5 năm 2017 tại Tergnier.